# Moçambola
La Moçambola (in portoghese campeonato moçambicano de futebol) è la massima competizione calcistica del campionato mozambicano di calcio.
Il campionato nacque nel 1976, subito dopo che il Mozambico ottenne l'indipendenza dal Portogallo. Alla prima edizione parteciparono solo 5 squadre: Académica Maputo, AD Pemba, Desportivo de Maputo, Desportivo Tete, e Textáfrica .
Fino al 2005 la competizione era denominata Liga 2M.  Dal 2005 ha preso il nome di Moçambola.
Al campionato, che si svolge come un torneo all'italiana, partecipano 12 squadre. Ne retrocedono 3.

## Squadre
Stagione 2023.
- Baía de Pemba
- Black Bulls
- Costa do Sol
- Ferroviário Beira
- Ferroviário Lichinga
- Ferroviário Maputo

- Ferroviário Nacala
- Ferroviário Nampula
- Ferroviário Quelimane
- Matchedje
- Songo
- Vilankulo

## Albo d'oro
- 1976  Textáfrica
- 1977  Desportivo Maputo
- 1978  Desportivo Maputo
- 1979  Costa do Sol
- 1980  Costa do Sol
- 1981  Têxtil do Punguè
- 1982  Ferroviário Maputo
- 1983  Desportivo Maputo
- 1984  Maxaquene
- 1985  Maxaquene
- 1986  Maxaquene
- 1987  Matchedje
- 1988  Desportivo Maputo
- 1989  Ferroviário Maputo
- 1990  Matchedje
- 1991  Costa do Sol
- 1992  Costa do Sol

- 1993  Costa do Sol
- 1994  Costa do Sol
- 1995  Desportivo Maputo
- 1996  Ferroviário Maputo
- 1997  Ferroviário Maputo
- 1998-1999  Ferroviário Maputo
- 1999-2000  Costa do Sol
- 2000-2001  Costa do Sol
- 2002  Ferroviário Maputo
- 2003  Maxaquene
- 2004  Ferroviário Nampula
- 2005  Ferroviário Maputo
- 2006  Desportivo Maputo
- 2007  Costa do Sol
- 2008  Ferroviário Maputo
- 2009  Ferroviário Maputo
- 2010  Liga Desportiva

- 2011  Liga Desportiva
- 2012  Maxaquene
- 2013  Liga Desportiva
- 2014  Liga Desportiva
- 2015  Ferroviário Maputo
- 2016  Ferroviário Beira
- 2017  Songo
- 2018  Songo
- 2019  Costa do Sol
- 2020 cancellato[2]
- 2021  Black Bulls
- 2022  Songo
- 2023  Ferroviário Beira
- 2024  Black Bulls

## Vittorie per squadra
| Club                | Titoli | Anni                                                       |
| ------------------- | ------ | ---------------------------------------------------------- |
| Costa do Sol        | 10     | 1979, 1980, 1991, 1992, 1993, 1994, 2000, 2001, 2007, 2019 |
| Ferroviário Maputo  | 10     | 1982, 1989, 1996, 1997, 1999, 2002, 2005, 2008, 2009, 2015 |
| Desportivo Maputo   | 6      | 1977, 1978, 1983, 1988, 1995, 2006                         |
| Maxaquene           | 5      | 1984, 1985, 1986, 2003, 2012                               |
| Liga Desportiva     | 4      | 2010, 2011, 2013, 2014                                     |
| Songo               | 3      | 2017, 2018, 2022                                           |
| Matchedje           | 2      | 1987, 1990                                                 |
| Ferroviário Beira   | 2      | 2016, 2023                                                 |
| Black Bulls         | 2      | 2021, 2024                                                 |
| Ferroviário Nampula | 1      | 2004                                                       |
| Textáfrica          | 1      | 1976                                                       |
| Têxtil do Punguè    | 1      | 1981                                                       |